# Autisme chez la personne âgée
L'autisme de la personne âgée, au début des années 2020, est un sujet sociétal encore émergent mais qui prend de l'importance. Il est admis que l'autisme module le développement de l'individu d'une manière différente de celle qui existe chez les « neurotypiques », généralement durant toute la vie (même s'il existe des cas documentés de « sortie des critères de l'autisme » chez l'enfant ou le jeune adulte). L'autisme influe sur le vieillissement, et inversement, mais d'une manière et dans une mesure encore inconnues ; en effet, les études scientifiques sur les troubles du spectre autistique sont très nombreuses et en augmentation, mais leur quasi-totalité porte exclusivement sur l'autisme chez le nourrisson, le jeune enfant et/ou l'adolescent.
Le vieillissement influe sur de nombreux aspects de la vie des personnes du spectre de l'autisme, affectant leur bien-être, leur autonomie, leurs compétences de vie et probablement bien plus encore, d'autant plus en présence de comorbidités et/ou de troubles comportementaux concomitants,, ; mais au début des années 2020, on manque encore de donnée sur cet aspect de l'autisme,. Dans le cadre de la transition démographique et de sa phase de vieillissement de la population post baby-boom, « une évaluation spécifiquement validée et orientée vers le diagnostic précis des personnes âgées autistes est de plus en plus nécessaire pour délimiter les besoins quotidiens et médicaux et de fournir aux individus l'accès aux prestations de service et de soins nécessaires et appropriés ».

## Sujet méconnu
Les scientifiques voulant explorer ce sujet déplorent un manque de statistiques, de données et de travaux de recherche à propos de l'autisme chez les seniors (particulièrement jusque dans les années 2010) ; à titre d'exemple, en France, il faut attendre 2018 pour que la Haute Autorité de santé publie de premières recommandations sur la prise en compte de l'autisme dans les « interventions et parcours de vie de l’adulte ». Et comme le déplorait S. Morel-Kohlmeyer, du Centre Ressources Autisme de Tours, l'autisme chez la personne âgée est encore moins bien étudié.
Cette lacune de connaissance (notamment pour l'autisme chez les femmes) s'explique : dans le contexte des politiques sanitaires et sociales des années 1950 aux années 2010, en raison du grand nombre de personnes autistes (au moins 60 millions dans le monde) et par le fait que leur nombre semble augmenter (y compris proportionnellement à la population générale), la priorité a été donnée aux jeunes pour lesquels on sait qu'un diagnostic et un accompagnement précoces vont améliorer leur qualité de vie et leur insertion sociale. Mais il se trouve que la plupart des premières de personnes diagnostiquées jeunes n'ont plus été suivies après leur majorité, et beaucoup étaient déjà en 2020 des personnes âgées.

## Un sujet d'étude «récent»
La description princeps (première description clinique) de l'autisme par Leo Kanner ne date que des années 1940. Elle n'avait alors concerné que les enfants. Longtemps, l'autisme n'a été perçu que comme un problème infantile. Ensuite, sa définition a évolué. Les classifications internationales des troubles mentaux ne l'ont classé comme « entité clinique » à part entière qu'en 1980 (à partir de la troisième version du DSM-III).
La priorité des chercheurs et des décideurs a naturellement été d'aider d'abord les enfants, car toutes les données scientifiques montraient qu'un accompagnement améliore d'autant plus efficacement leur insertion sociale et leur qualité de vie qu'il a été précoce, voire très précoce (période périnatale).
Il en résulte qu'au début des années 2020, les personnes âgées autistes — bien plus encore que les adultes — figurent ainsi parmi les grands oubliés de la Recherche, des politiques publiques relatives aux TSA et de la gérontologie.

## Enjeux
Accompagner le vieillissement des autistes, dont en institution (EHPAD et établissements spécialisés…) ; les écouter et mieux les comprendre pour répondre proactivement à leurs besoins, en tenant compte de leurs expériences, dans leur droit à une qualité de vie, est un enjeu éthique et de santé publique.
Or, la personne autiste vieillissante pourrait « ne pas présenter de symptômes généralement reconnus par les prestataires de soins de santé ou les spécialistes » (gériatres notamment) ; ceci complique à la fois le diagnostic de l'autisme chez la personne âgée, et le diagnostic différentiel des comorbidités souvent associées à l'autisme. « Nous devons également en savoir plus sur les problèmes de santé spécifiques associés au vieillissement, tels que l'arthrite, le cancer, l'hypertension, le diabète, l'obésité, les accidents vasculaires cérébraux et la démence ; et comment ces conditions se manifestent chez les personnes autistes. De plus, nous devons savoir comment les personnes autistes réagissent aux thérapies standard couramment utilisées pour traiter ces affections et, si elles sont différentes, quelles approches thérapeutiques s'avéreraient les plus efficaces dans cette population ». Une approche interprofessionnelle associant des compétences dans le domaine du handicap et dans celui de la gériatrie est pour cela nécessaire.
C'est aussi un enjeu de justice sociale : ces personnes ont, comme les autres, dans toute la mesure permise par leurs troubles, droit à l'inclusion sociale et à une bonne qualité de vie et de fin de vie. Or, l'autisme prédispose logiquement très probablement à une vulnérabilité accrue aux effets du vieillissement, « tant sur le plan somatique que cognitif ». Avant même le grand-âge, et même avec un accompagnement poussé, l'espérance de vie des personnes autistes est moindre que celle de la population générale.

Des autistes, contribuant aux travaux d'un think tank canadien sur le vieillissement et l'autisme, ont rappelé à propos des évènements traumatiques de leur vie « la nécessité de comprendre comment les adultes autistes vivent, traitent et naviguent dans ces événements afin de recommander des moyens de gérer et de traiter efficacement diverses formes de traumatismes, ainsi que de nourrir des personnes plus réceptives et les systèmes et communautés de soutien ».
En savoir plus sur le vieillissement des personnes ayant un trouble du spectre de l'autisme est devenu un enjeu majeur de connaissance, dans le contexte transitoire du vieillissement démographique déjà en cours dans les pays riches, et attendu d'ici la fin du siècle ailleurs sur la planète, dans un contexte de dérèglement climatique qui pourra exacerber le stress subi par les personnes autistes. L'OMS prévoit qu'« entre 2015 et 2050, la part des humains de plus de 60 ans doublera pour passer de 12 % à 22 % environ. En 2050, les « 60 ans et plus » seront probablement deux milliards, contre 900 millions en 2015 ». Au fur et à mesure de leur acquisition, les connaissances nécessaires pour « préparer les adultes autistes à une transition positive vers et à travers la vieillesse » devraient être largement partagées, dont avec les pays à revenu faible ou intermédiaire.
Un enjeu parallèle est de préparer l'avenir, pour ne pas contribuer par un déficit de moyens humains, financiers et matériels, à exacerber le risque de burnout des accompagnants.

## État des connaissances
Avant les années 2010, la connaissance de l'autisme, des TSA et des TED a beaucoup avancé, mais uniquement chez l'enfant, l'adolescent et très peu chez l'adulte.
À partir des années 2010, le nombre de publications sur le vieillissement des personnes autistes tend à augmenter, comme le notent la Haute Autorité de santé et l’ANESM en 2017. 
Par exemple, une étude récente (faite dans 22 foyers d’accueil médicalisé ou FAM) n'a pas trouvé de preuves d'un vieillissement prématuré ou spécifique des fonctions supérieures chez les personnes autistes, mais plutôt « une altération du lien social (isolement, désinvestissement, impact significatif des pertes et des deuils) », induisant parfois des troubles accrus du comportement.

### Sous-estimation du nombre d'autistes adultes et âgés, et conséquences
Pour les raisons décrites ci-dessus, en 2010-2020, parmi les adultes et personnes âgées nées entre les années 1930 et 1980, un grand nombre de personnes vivent probablement avec un autisme caché, non-diagnostiqué, ou ayant été confondu avec une déficience intellectuelle, une psychose infantile, un trouble de la personnalité, une schizophrénie, une démence lobaire fronto-temporale.
Depuis leur enfance, la plupart de ces personnes ont probablement été ignorées ou maltraitées (au moins médicalement parlant, c'est-à-dire par des médicaments, psychotropes notamment (antidépresseurs, antipsychotiques, anxiolytiques à propos desquels on ignore s'ils ont ou non des effets particuliers chez l'autiste âgé), ou via des soins inappropriés en établissement comme au domicile. L'adulte autiste et son environnement ne sont pas (ou trop peu) préparés aux évolutions prévisibles liées au vieillissement et à la fin de vie).
Dans la société, la personne autiste doit constamment développer des ajustements et apprentissages pour s'adapter aux nouveaux environnements, à la vie familiale, amicale et amoureuse, aux études et au travail. Il n'y a pas de raison que ce besoin d'adaptation cesse chez la personne âgée avec TSA (même si des spécificités cérébrales semblent la protéger de la maladie d'Alzheimer). En outre, l'autisme inclut une « fonction exécutive » dégradée (moindres capacités d’organisation et de planification que la moyenne de la population), au détriment de la capacité à se faire soigner, à programmer et respecter les rendez-vous médicaux, même à l’âge adulte. On sait que plusieurs approches non médicales (thérapie cognitivo-comportementale, entraînement à la pleine conscience…) sont utiles contre l'anxiété dans le cas de certaines maladies mentales et chez la personne âgée ; certaines de ces approches pourraient être adaptées aux besoins des adultes autistes.

### Diagnostic d’autisme: plus difficile chez la personne âgée
Ce diagnostic est souvent beaucoup plus difficile à faire que chez l'enfant et le jeune, notamment par manque d'information et d'informateurs pour retracer l'enfance et l’histoire de la personne.
Vers 2020, il existe en outre encore peu d'outils de diagnostic de l'autisme validés et fiables spécifiquement conçus pour l'adultes, et il n'en existe aucun pour les personnes âgées qui sont donc encore pas ou mal diagnostiquées et donc mal desservies.
Enfin, plus le temps a passé, plus existe un risque que des comorbidités cachent des TSA (ex. : en cas de diagnostic antérieur, souvent alors avec un traitement médicamenteux, de dépression sévère, de schizophrénie, crise d'angoisse, trouble obsessionnel compulsif, troubles de l'humeur, trouble du déficit de l'attention avec ou sans hyperactivité…) et beaucoup d'autistes adultes (femmes notamment) ont appris à compenser ou cacher leur autisme ou parce que, faute d'une aide adaptée ; ils ont aussi pu développer d'autres symptômes, évoquant des troubles mentaux et d'autres troubles de la personnalité par ailleurs significativement plus fréquents dans plusieurs formes d'autisme que dans la population générale.
Enfin, notamment dans les sociétés libérales et individualistes, le vieillissement peut aussi affecter les interactions sociales et laisser penser à des personnes âgées victimes de la solitude qu'elles sont peut-être autistes sans que cela soit le cas.

### Y-a-t-il une évolution des TSA avec l'âge?
En 2020, il existe un consensus médical et scientifique reconnaissant que sujet est encore mal cerné.
On suppose souvent, sur des bases essentiellement empiriques, que « La sévérité des symptômes de la triade autistique » (ex. : hypersensibilité) s'atténuerait globalement avec l'âge « quoique de façon non homogène ».
Il existe cependant un consensus scientifique sur le fait qu'on manque encore d'études et de certitudes sur l'évolution des troubles sensoriels lors du passage à l'âge adulte ; par exemple, une certaine habituation aux stimuli gênants à douloureux pour la personne autiste semble possible avec l'âge, mais des témoignages biographiques et autobiographiques (de personnes autistes) comme Temple Grandin,,, ou d'autres comme Donna Williams (1992, 1998),, David Miedzianik (), Lianne Holliday Willey (1999), Therese Jolliffe (1992), Wendy Lawson (2001), Daniel Tammet (2006) et Tito Mukhopadhyay (2011) laissent penser que les spécificités autistiques persistent à l'âge adulte et au-delà, même si elles sont moins apparentes et parfois moins handicapantes, grâce aux stratégies d'adaptation et d'évitement développées par l'autiste avec le temps. Ces stratégies, connues pour être fatigantes voire épuisantes, sont des stratégies d'évitement, ou ne sont qu'adaptatives (elles ne peuvent alors pas toutes, ni toujours, supprimer ou diminuer le stress et l'angoisse).
Hollocks et al. en 2019 ont conclu d'une méta-analyse (basée sur 30 études très hétérogènes, basées sur des outils différents, et relatives à des déficiences différentes) que la « prévalence actuelle » (au moment de l'enquête) de l’anxiété chez les autistes serait de 27 % (et de 42 % environ pour la « prévalence vie entière ») (à comparer aux 15 % et 20 %, respectivement dans la population générale), et tous les types de troubles anxieux sont en augmentation (avec ou sans TSA).
De même, la prévalence des troubles obsessionnels compulsifs est bien plus élevée chez les personnes autistes (24 % en « prévalence actuelle » et 8 à 14 % dans les grandes cohortes) que dans la population générale (0 à 5 % selon les études).

### Prévalence de l'autisme dans la population âgée
Une extrapolation croisée faite sur la base du dernier recensement (Insee) et d'un taux estimé de 1 % de la population générale par la Haute Autorité de santé (HAS) a estimé à 175 000 environ le nombre de personnes âgées de plus de 60 ans ayant en France un trouble du spectre de l'autisme en 2017, chiffre qui devrait augmenter dans les années et décennies à venir.
En 2019, dans La Revue du praticien, S. Morel-Kohlmeyer, du Centre Ressources Autisme de la région Centre-Val-de-Loire appelle à anticiper les effets du vieillissement sur ces personnes, et à améliorer la connaissance des spécificités de l'autisme selon l'âge et en particulier chez les adultes vieillissants.

### Surmortalité chez les personnes à TSA
Il semblerait que les autistes, peut être grâce à une plasticité cérébrale soient protégés de la maladie d'Alzheimer (hypothèse posée en 2014 par Oberman et al., mais de manière globale, à tous les âges de la vie, les TSA s'accompagnent d'une vulnérabilité accrue face au risque de mourir accidentellement, par suicide ou maladie, et face aux effets (physiologique et pathologique) du vieillissement. Un constat assez similaire est fait pour le syndrome de Down.
On observe ainsi un risque de décès deux à trois fois plus élevé chez les personnes autistes comparativement à la population générale.
On ne sait pas encore dans quelle mesure cette statistique reflète des risques liés à des spécificités sensorielles de l'autisme (ex. : réponses moindres ou retardées à la douleur et à la maladie), ou si elle reflète plutôt les effets de comorbidités souvent associées aux TSA (dyspraxies, déficience intellectuelle notamment) ou encore des troubles somatiques (effets chroniques de troubles du sommeil ou de troubles digestifs par exemple ?).
En 2017, en attendant que la science comble ces lacunes, en France, la Haute Autorité de santé a suggéré d'envisager que les TSA puissent être accompagnés d'un possible vieillissement précoce (somatique et cognitif), ce qui demanderait un suivi personnalisé dès 40-45 ans.

## Évolution des signes cliniques des TSA lors du vieillissement
Peu de données cliniques et scientifiques existent à propos d'une éventuelle évolution des TSA et de leur comorbidités.
Quelques études et témoignages autobiographiques signalent une tendance à l'amélioration des signes cliniques relatifs à la communication, à l'ajustement à la relation, aux particularités sensorielles et aux comportements restreints et stéréotypés. Des adultes autistes ont témoigné avoir progressivement appris à mieux décoder les indices faciaux, gestuels, posturaux ou contextuels révélant les émotions des autres ; ils disent aussi avoir peu à peu créé et amélioré des stratégies de compensation leur permettant d'éviter certaines manifestations de leurs TSA en public, ce qui peut aussi compliquer l'évaluation diagnostique des TSA chez la personne âgée.
L'évolution de la symptomatologie autistique adulte dépend aussi de :
- la précocité d'apparition des troubles ;
- l'intensité de la symptomatologie ;
- la présence de troubles associés (chez l'adulte autiste, on a montré que les allergies, les dysfonctionnements gastro-intestinaux, les sensibilités sensorielles, les troubles des voies urinaires, la douleur et l'inconfort, les problèmes dentaires et l'insomnie ont une prévalence globalement accrue)[37],[38] ; en 2020 on ignore si ces comorbidités décroissent, croissent ou se stabilisent chez la personne autiste vers le grand âge[4] ;
- de facteurs environnementaux (dont le mode de prise en charge).

L'efficience intellectuelle et le développement du langage sont les facteurs prédictifs les plus fiables selon la Haute Autorité de santé.

### Vieillissement somatique et TSA
Des troubles somatiques accompagnent très souvent les TSA dès l'enfance et pour beaucoup persistent chez l'adulte. L'épilepsie ou la dyspraxie parfois associées à l'autisme, augmentent aussi le risque de chutes, d'accidents (avec traumatisme cérébral éventuellement) ainsi que de « fausses routes ». De plus, la personne autiste sollicite moins facilement et moins rapidement une aide extérieure en cas de maladie, blessure ou pour les soins d'hygiène et de prévention ou encore pour le suivi médical.
Ces facteurs concourent à expliquer une mortalité statistiquement accrue (à tous les âges) chez les autistes, par rapport à la population générale. 
Ces facteurs de risque augmentent-ils chez les personnes autistes avec le vieillissement physiologique ? 
On sait que chez la personne neurotypique, ce « vieillissement physique » s'accompagne lui aussi de troubles du sommeil, de troubles sexuels, ainsi que de troubles sensoriels, de troubles moteurs et psychomoteurs (troubles de l'équilibre et de la marche…). De même pour certains troubles de l'alimentation et gastro-intestinaux, presque spécifiques à la vieillesse.
Il semble donc logique qu'en vieillissant, l'adulte autiste surajoute à ses pathologies somatiques préexistantes, des effets de l'âge. Des effets aggravés et/ou plus précoces que dans la population générale seraient alors à attendre. Un indice plaidant pour cette hypothèse est que si les autistes jeunes se plaignent souvent bien moins de la douleur que leurs homologues neurotypiques, il semble qu'inversement, les plaintes d'inconfort, de douleurs, mais aussi d'anxiété et de dépression augmentent plus que dans la population générale chez les autistes quand ils approchent le grand âge.
Avant d'arriver au grand âge, le parcours de vie de l'autiste a été en moyenne bien plus stressant, fatigant et excluant que celui d'une personne neurotypique (notamment à cause d'un risque très accru de tensions sociales et familiales, de sous-emploi, d'emploi non-gratifiant, d'emploi au-dessous des capacités de la personne, de chômage, de faible revenu et de difficultés personnelles, autant de facteurs aggravant le stress et l'isolement social et le manque de soutiens communautaires, ce qui conduit à un risque accru de dépression et d'autres problèmes de santé mentale) ; ce passé impactera probablement durablement le bien-être de la personne autiste vieillissante, ce qui justifie des études plus approfondies et une action proactive pour le changement.
S. Morel-Kohlmeyer (2020) recommande donc « de ne pas considérer ces troubles uniquement en tant que comorbidités associées à l'autisme, mais de surveiller leur évolution au cours de la trajectoire développementale de l'individu, afin d'ajuster les réponses thérapeutiques ainsi que les stratégies d'accompagnement proposées. En effet, tout changement de comportement de la personne peut potentiellement signaler une aggravation de son état somatique, éventuellement associée à de la douleur, sans que la personne ne manifeste les symptômes typiques de la maladie ». Ceci est particulièrement vrai pour les personnes autistes non verbales et n'écrivant pas, qui, souvent, ne peuvent communiquer leur mal-être ou la douleur que par des comportements atypiques ou perturbateurs.
Par ailleurs, il est nécessaire de différencier les comorbidités associées à l'autisme des impacts négatifs de traitements médicamenteux au long cours. Ces personnes ont en effet fréquemment une polymédication depuis leur enfance, incluant des antidépresseurs, des antipsychotiques et des antiépileptiques aux effets indésirables connus.

### «Vieillissement sensoriel» et TSA
Chez la personne âgée neurotypique, les capacités proprioceptives se dégradent généralement en approchant du grand âge (avec notamment une presbyacousie et une presbytie). 
Qu'en est-il chez l'autiste vieillissant ?.. qui est, lui, porteur depuis l'enfance, d'atypismes de la sensorialité (avec hypo- ou hypersensorialité de l'ouïe, de la vue, du goût/odorat, du toucher, de la proprioception et/ou du système vestibulaire), ainsi que de modalités atypiques du traitement de l'information perceptive ; deux traits neuropsychologiques qui contribuent à rendre son comportement curieux, paradoxal ou problématique au regard des autres) ?
On sait que certaines atypies sensorielles autistiques s'améliorent souvent à l'âge adulte, mais que d'autres restent conséquentes. Le « vieillissement sensoriel » a été peu étudié dans les TSA. En 2017, l'étude d'un panel d'adultes TSA de 19 à 79 ans, sans déficience intellectuelle, a suggéré que les particularités sensorielles subjectivement ressenties évoluent avec l'âge, atteignant un pic vers 40-45 ans puis diminuant ensuite,.

### Hypothèse d'un vieillissement cognitif précoce associée aux TSA
Du point de vue cognitif et des fonctions exécutives (flexibilité mentale, communication, vitesse de traitement, parole et fluence verbale, mémoire épisodique, mémoire de travail, mémoire verbale, mémoire visuelle, organisation, théorie de l'esprit (ToM), inhibition, échecs cognitifs autodéclarés…), certains TSA touchant les enfants et de jeunes adultes affectent leur autonomie d'une manière parfois assez similaire à ce qu'on observe avec le vieillissement physiologique « normal ». Ceci interroge quant aux effets de l'évolution de ces troubles avec l'âge. « les résultats sur les effets cognitifs liés à l'âge dans l'autisme à l'âge adulte sont incohérents d'une étude à l'autre », peut-être en raison de méthodologies différentes ; « des études de réplication sont nécessaires ». Une étude de réplication (2022) portant sur les effets cognitifs liés à l'âge s'est basée sur 88 adultes autistes appariées à 88 adultes non autistes (de 30 à 89 ans, âge moyen : 55 ans) : « Les tâches avec lesquelles les jeunes adultes autistes avaient des difficultés (théorie de l'esprit, fluidité) étaient également difficiles pour les adultes autistes plus âgés, et l'effet de l'âge lui-même était similaire chez les adultes autistes et non autistes (…) nous n'avons observé aucun effet protecteur (moins de vieillissement cognitif) dans l'autisme ».
- une hypothèse (2017) est que les TSA s'aggravent avec l'âge, à cause de réserves cognitives déjà réduites[36]. Une étude basée sur le résultat de tests faits chez des personnes autistes de plus de 45 ans, a conclu à une diminution des capacités cognitives plus importantes que dans un groupe contrôle apparié en âge. 
Le profil cognitif autistique évoque aussi celui de dégénérescence lobaire frontotemporale (source d'altérations des fonctions exécutives)[40]. 
Cette hypothèse est toutefois contredite par d'autres études, dont l'une conclut même que l'autisme pourrait protéger de la maladie d'Alzheimer et donc de ses effets neuro-cognitifs[42].

- il est aussi possible que les effets neurocognitifs de l'âge diffèrent selon la fonction cognitive et selon les sous-groupes de patients considérés (type d'autisme, et histoire de vie)[14].

### Vieillissement et émotions
Le risque de dépression croît aussi chez les personnes neurotypiques âgées ou vieillissantes, souvent à la suite d'une exclusion sociale ou un sentiment d'abandon. Or, l'anxiété et la dépression ont une prévalence déjà plus élevée chez les autistes jeunes ou adultes. A priori, cette prévalence persiste, voire augmente, chez les autistes plus âgés.
Beaucoup d'adultes avec TSA vivent chez leurs parents ou en dépendent, et ont un réseau social très limité (parents, quelques amis et proches aidants). Le vieillissement ou la mort d'un ou des deux parents est une source de stress intense quant à l'avenir.
Le personnel des structures prenant en charge des personnes vieillissantes avec ou sans handicap (foyers d'accueil médicalisé pour adultes handicapés, foyers occupationnels, établissements d'hébergement pour personnes âgées dépendantes) devrait être mieux formé à l'autisme, pour comprendre les besoins spécifiques de ces personnes âgées autistes.
Par ailleurs, le vieillissement des parents peut induire une cessation brutale de soutien, une phase de transition qu'il faut bien anticiper et préparer. En effet le besoin de prévisibilité est l'une des caractéristiques de l'autisme, un état d'être notamment caractérisé par une intolérance au changement (besoin de routines et d'immuabilité face au changement souvent très anxiogène pour les personnes autistes, et augmentant le risque de dépression.

## Recommandations

### Recommandations de la part de personnes autistes
Des autistes associés à un groupe de travail (2021) sur la vieillesse et l'autisme ont souligné « l'importance d'écouter attentivement les personnes autistes « profondément » et de manière réactive » (« Rien sur nous sans nous » avaient demandé les autistes d'un autre groupe de travail en 2017) ; ils se sont dits préoccupés, à l'approche de la vieillesse, par :
- la perte de soutiens, de collègues, d'amis liés au travail à l'entrée dans la retraite[4] ;
- le maintien d'un mode de vie indépendant et aussi autonome que possible ; l'un des risques étant que lors du vieillissement et/ou de changements de logement (par exemple lors d'un emménagement en EHPAD), il y ait une perte d'attention aux droits individuels concernant l'identité, les valeurs et les préférences de la personne. Elderson, de l'institut de recherche sur l'autisme de San Diego et ses collègues rappelaient en 2021 à ce propos qu'il existe « une hétérogénéité substantielle à la fois dans l'autisme et le processus de vieillissement en termes de multidirectionnalité des trajectoires de parcours de vie. La prise en compte et le respect des droits de l'homme et des préférences pour le vieillissement, les valeurs de la vie et la multidimensionnalité du vieillissement « subjectif » méritent une attention intersectionnelle par rapport aux domaines physique, psychologique et social »[4] ; à titre d'exemple de bonne pratique, First Place Arizona (USA)[44] propose des logements supervisés accueillant les autistes adultes ou âgés, avec un programme de transition résidentielle[4] ;
- leur difficulté à auto-identifier des problèmes de santé, préventivement au besoin d'une intervention médicale[4] ;
- leur besoin d'apprendre à (et être capable de) trouver un soutien approprié en cas de besoin ;
- leur difficulté à ne pas oublier de prendre leurs médicaments[4] ;
- pour ceux qui souffrent d'anxiété et/ou de dépression, comment gérer ces défis avec l'avancée en âge[4] ?

Ils ont souligné la nécessité que leur identité de genre et leur sexualité soient reconnues et respectées tout au long de leur vie.
Ils invitent aussi à ce que l'on évite de faire des jugements hâtifs, des prédictions perturbantes, pessimistes et potentiellement erronées à leur sujet ; il faut proactivement faire face aux problèmes et aux risques réels liés au vieillissement, mais en considérant les capacités de résilience individuelle de la personne autiste face aux défis de la vie.

### Recommandations de la Haute Autorité de santé
En France, la Haute Autorité de santé recommande :
- un suivi individualisé de l'évolution avec l'âge de l'état de santé et des performances cognitives des personnes autistes vieillissantes, en retenant l'hypothèse d'un vieillissement précoce ; ceci afin de permettre un suivi ou de soins adaptés[34].
- une cohérence des interventions tout au long de l'avancée en âge, en anticipant les effets du vieillissement, pour garantir la qualité de vie de l'adulte autiste vieillissant[34] ;
- l'adaptation du projet de vie de la personne à son rythme, son âge et son niveau de fatigabilité[34] ;
- des actions préventives face aux effets du vieillissement, tant sur le plan somatique (exercice physique, nutrition adaptée, prévention des chutes) que cognitif (maintien des compétences à travers de la stimulation cognitive ou des activités adaptées au niveau d'efficience de chacun)[34].

Ces recommandations globales sont à adapter à la sévérité de l'autisme et des troubles associés, ainsi qu'à l'environnement où évolue la personne âgée autiste.

### Recommandations d'unthink-tanksur la vieillesse et l'autisme
Il est nécessaire, pour mieux préparer les autistes et leur environnement à la vieillesse, de développer la recherche sur ce thème et d'en partager le résultat.
Des actions de plaidoyer plus efficaces sont nécessaires pour mieux identifier les personnes autistes adultes et âgées, et pour un meilleur soutien aux décisions et aux opportunités tout au long de la vie, tant pour les personnes du spectre que pour leurs accompagnants et prestataires de soins.
Et il est urgent et important de sensibiliser certaines parties prenantes quant à la variété des sensibilités sensorielles caractérisant les personnes autistes, et quant aux spécificités de la personne âgée autiste. Ces parties prenantes sont notamment :
1. le personnel des EHPADs et autres établissements de soins résidentiels ou de soins de longue durée ;
2. les professionnels de la santé et chercheurs en santé ;
3. les personnels paramédicaux ; les travailleurs sociaux ;
4. les premiers intervenants (services d'urgence et de secours) ;
5. les décideurs concernés…

## Perspectives, prospectives
Le nombre de personnes âgées autistes sous tutelle ou curatelle va probablement fortement augmenter et il est parfois difficile de connaitre leurs souhaits ou volontés concernant les soins, médications ou la fin de vie.
En 2022, Bennett et Goodall identifiaient des besoins de recherche sur leur santé physique, leurs capacités cognitives, leur santé mentale, leur emploi, leurs transports, leurs soins de santé et les problèmes spécifiques liés aux personnes autistes âgées résidant en maison de retraite et autres établissements de soins.
La recherche sur les spécificités de l'autisme féminin à tous les âges et sur divers déterminants sociaux des effets des TSA pourrait aussi être importante pour mieux répondre aux besoins des autistes vieillissant(e)s.
Des alternatives aux EHPADs et aux soins classiques en établissement sont à étudier, dont en profitant des retours d'expérience de logements inclusifs, multigénérationnels et transgénérationnels, qui semblent (re)gagner en intérêt aux États-Unis (plus de 60 millions de personnes concernées vers 2015) et dans d'autres régions du monde, selon Cohn et Passel en 2018.
Idéalement, selon Edelson et al. (2021), une étude longitudinale à grande échelle permettrait :
- le suivi systématique, sur plusieurs décennies, de sous-groupes d'individus représentatifs du spectre autistique ;
- l'évaluation régulière de paramètres (incluant au moins la santé mentale, la santé physique, la santé sexuelle et la qualité de vie et le « niveaux de fonctionnement »), en documentant le développement, les antécédents médicaux, les thérapies et leurs effets, les difficultés scolaires et/ou professionnelles, etc. Ceci implique d'améliorer la « métrique » de l'autisme chez la personne âgée, par exemple à partir d'outils et de méthodes déjà validés par la gérontologie qui semblent potentiellement adaptables à l'autisme ;
- le suivi du vieillissement physiologiques ;
- la collecte régulière d'échantillons biologiques ;
- la détection et/ou une meilleure compréhension d'éventuelles corrélations cliniques et neurobiologiques entre les types d'autisme (phénotypes cliniques) et les mécanismes neurobiologiques à l'œuvre lors du vieillissement de la personne autiste…

Ceci, tout en tenant compte de l'hétérogénéité des TSA et des présentations cliniques ou fonctionnelles et des trajectoires individuelles de développement.
Comme pour l'analyse transversale, cela exige de constituer des panels importants de sous-groupes d'adultes et de personnes autistes plus ou moins âgées, et appariés à des groupes-témoins. Or le segment « autistique » adulte de la population générale est particulièrement mal cerné, surtout vers le grand-âge. Et certains autistes pourraient ne pas souhaiter être diagnostiqués comme tels, ou ne peuvent accéder à un prix abordable à un diagnostic, dans un système de soins déjà débordé. D'autres sont sans domicile fixe, soumis à des soins de longue durée, incarcérés, etc. hors de l'accès au diagnostic. De plus ce type d'étude est coûteux, difficile à maintenir dans le temps, et ne pourrait répondre à temps à de nombreuses questions urgentes.

En raison de la faible part d'adultes autistes âgés diagnostiqués (par rapport aux cohortes de jeunes), dans le monde, les chercheurs devraient « combiner leurs données pour augmenter la taille globale des échantillons et travailler en collaboration pour optimiser les contrôles de comparaison dans le but de produire des résultats statistiquement significatifs », en tenant alors compte des biais géoculturels possibles dans les méthodologies et les interprétations des études. Une recommandation faite en 2021 est de placer les adultes autistes plus au centre des commentaires et de la planification de leur vie ; « "l'engagement comme élément central" doit étayer la recherche sur l'autisme chez les adultes et lors du vieillissement ».
Des modes nouveaux de recrutement et d'association de personnes autistes et de membres de leur famille à la Recherche permettent des approches « sur mesure », ou plus adaptées à différents profils (du classique questionnaire papier, à des focus groups en ligne, en passant par l'utilisation des NTIC pour certains autistes non-verbaux, le cas échéant dans des locaux adaptés aux préférences ou besoins sensoriels des personnes autistes, en s'appuyant aussi sur les réseaux existants de soutien d'adultes du spectre. Les témoignages croisés de personnes autistes, de leurs proches et de prestataires de soins semblent aussi pouvoir éclairer la recherche.
Vers 2020, certains auteurs évoquent l'utilisation des NTIC pour aider à mieux détecter les enfants autistes dans la population enfantine générale de crèches ; avec par exemple :
- aux États-Unis, un outil baptisé Star Raft aide à former et entretenir un réseau (cercles) de soutien familial et amical centré sur la personne et ses centres d'intérêt, et engageant des partenaires communautaires pouvant ouvrir les portes des associations, des lieux de travail et des espaces d'apprentissage où ils ont eux-mêmes une position et une influence. Quand les parents sont indisponibles ou décédés, ce cercle, s'il est solide, poursuivra le soutien à la personne[52].
- en France l'expérimentation d'« EarlyBot », un Chatbot piloté par une intelligence artificielle[53]. Cet EarlyBOT doit être testé en crèche à partir de 2023[54]. Ici encore les autistes adultes et âgés non détectés sont oubliés, mais des outils de ce type semblent a priori possibles pour également mieux détecter l'autisme chez la personne âgée, par exemple dans certains hôpitaux et centres d'accueil spécialisés et dans les maisons de retraite.

### Colloques, tables rondes
- Le vieillissement et l'autisme – Rapport sommaire ; Think-tank/Table ronde de réflexion - Vancouver octobre 2017
- « Les autistes vieillissent aussi... » (17 et 18/03/2016)  (lire en ligne, consulté le 16 novembre 2022)